# Sun Baoqi
Dans ce nom chinois, le nom de famille, Sun, précède le nom personnel.
Pour les articles homonymes, voir Sun.
Sun Baoqi (孫寶琦, 26 avril 1867 - 3 février 1931) est un homme politique chinois qui fut ministre des Affaires étrangères et premier ministre de la république de Chine du 12 février 1914 au 1er mai 1914. Son nom de courtoisie est Mu-han (慕韓).

## Biographie
Fils aîné de Sun Yijing, tuteur de l'empereur Xianfeng, Sun Baoqi est né à Hangzhou dans la province du Zhejiang en 1867. Il reçoit une éducation chinoise classique et est décoré du titre de yinsheng (seconde grade). Il se marie ensuite avec une parente de Yikuang (en), le futur prince Qing. En 1886, Sun devient secrétaire au conseil des punitions jusqu'en 1895. Il est assigné à l'étranger en 1898 mais son transfert est retardé par la révolte des Boxers. En 1902, il sert brièvement comme secrétaire de la légation chinoise à Vienne, Berlin et Paris, et est nommé ambassadeur en France. Sun retourne en Chine en 1906 et devient le secrétaire en chef du grand conseil avec pour tâche de réorganiser le système administratif du pays. En 1907, il devient ambassadeur en Allemagne. En janvier 1909, Sun est nommé assistant-directeur de la ligne Tianjin-Pukou, et en juin de la même année, il est nommé gouverneur de la province du Shandong. Sun était partisan d'un gouvernement constitutionnel en Chine. En 1910, il supplie les autorités impériales d'établir un Cabinet, et reconnait en 1911 l'indépendance du Shandong du joug mandchou. Néanmoins, après que Yuan Shikai ait accédé au pouvoir, Sun est forcé de revenir sur cette déclaration et démissionne.
En 1912, après la fin de la dynastie Qing, Sun travaille temporairement dans une entreprise privée avec le prince Qing, mais il est rapidement rappelé au gouvernement pour devenir co-directeur général, puis directeur général par intérim, de l'administration des douanes. Le 11 septembre 1913, il est nommé premier ministre du gouvernement de Xiong Xiling, et négocie un accord avec la Russie pour reconnaitre la souveraineté chinoise sur la Mongolie-Extérieure autonome. Lorsque Xiong démissionne à la mi-février 1914, Sun devient premier ministre par intérim jusqu'à ce que Xu Shichang accède au poste en mai. Sun sert comme ministre des Affaires étrangères jusqu'en janvier 1915, jusqu'à ce qu'il démissionne pour protester contre les Vingt et une demandes du Japon.
Sun occupe ensuite des postes économiques très différents de son ancienne fonction de ministre des Affaires étrangères. En janvier 1916, Sun devient directeur du bureau d'audit, puis ministre des Finances en avril. En 1917, il est nommé directeur général des douanes et devient directeur de l'administration économique en 1920. Il devient ensuite président puis directeur général du bureau de lutte contre la famine, ainsi que vice-président de la commission du fleuve Yangzi Jiang. En janvier 1924, Sun redevient brièvement Premier ministre une seconde fois, mais démissionne en juillet après des frictions avec le ministre des Finances, Wang Komin. Il devient ensuite président du comité des Affaires étrangères et refuse plusieurs autres nominations avant de devenir président du complexe métallurgique de Hanyeping et de la compagnie maritime de Chine. En 1926, il est nommé directeur de l'université franco-chinoise, et se retire à Dairen en 1928 lorsque l'expédition du Nord arrive à Pékin. En 1929, Sun se rend à Hong Kong pour soigner une maladie intestinale chronique, puis voyage à Shanghai et Hangzhou en 1930. Son état de santé décline peu après et il meurt le 3 février 1931.